# Динамо (Каунас)
«Динамо» Каунас (лит. Kauno Dinamo) — колишній литовський футбольний клуб з Каунаса, що існував у 1941—1947 роках.

## Історія
Заснований у 1941 році. Розформований у 1947 році. Разом зі «Спартакасом» став ядром для новоствореного «Жальгіріса».

## Досягнення
- А-ліга
  - Чемпіон (1): 1946.